# Electronic Gaming Monthly
Pour les articles homonymes, voir EGM.
Electronic Gaming Monthly (souvent abrégé en EGM) est un magazine de jeu vidéo américain,,.